# Tadeusz Borkowski (farmaceuta)
Tadeusz Borkowski (ur. 21 grudnia 1922 w Kętach, zm. 14 kwietnia 1998) – polski farmaceuta, specjalista medycyny sądowej, wieloletni dyrektor naukowy Instytutu Ekspertyz Sądowych w Krakowie.

## Życiorys
Podczas okupacji niemieckiej uczęszczał do krakowskiej Szkoły Chemii Technicznej, jednocześnie zaliczając na tajnych kompletach program gimnazjum. Po złożeniu w 1944 roku egzaminu dojrzałości, rozpoczął studia farmaceutyczne na Tajnym Uniwersytecie Jagiellońskim, które kontynuował po zakończeniu wojny. Dyplom magistra farmacji uzyskał w 1948 roku.
Otrzymał etat asystenta w Instytucie Ekspertyz Sądowych. W 1963 roku uzyskał stopień doktora nauk farmaceutycznych. Od 1971 roku pełnił funkcję zastępcy dyrektora do spraw naukowo-badawczych, był również członkiem, następnie wiceprzewodniczącym Rady Naukowej Instytutu. W 1988 roku został profesorem nauk farmaceutycznych. Jego dorobek obejmuje ponad 150 publikacji naukowych, był również autorem lub współautorem kilku prac monograficznych i podręczników. Prowadził wykłady z toksykologii na Wydziale Farmaceutycznym Akademii Medycznej w Krakowie. Był członkiem Komitetu Nauk Chemicznych i Komitetu Chemii Analitycznej Polskiej Akademii Nauk oraz Komisji Nauk Medycznych Krakowskiego Oddziału PAN, członkiem Polskiego Towarzystwa Farmaceutycznego, Polskiego Towarzystwa Farmakologicznego, Polskiego Towarzystwa Toksykologicznego oraz Polskiego Towarzystwa Medycyny Sądowej i Kryminologii. Pełnił funkcję redaktora naczelnego pisma „Archiwum Medycyny Sądowej i Kryminologii”. Został odznaczony między innymi krzyżami Kawalerskim i Oficerskim Orderu Odrodzenia Polski oraz Złotym Krzyżem Zasługi.
Na emeryturę przeszedł 27 września 1991 roku, pozostając członkiem Rady Naukowej Instytutu Ekspertyz Sądowych, a w 1995 roku otrzymał tytuł honorowego członka Rady Naukowej. Zmarł 14 kwietnia 1998 roku.